# سه شکارچی عیاش

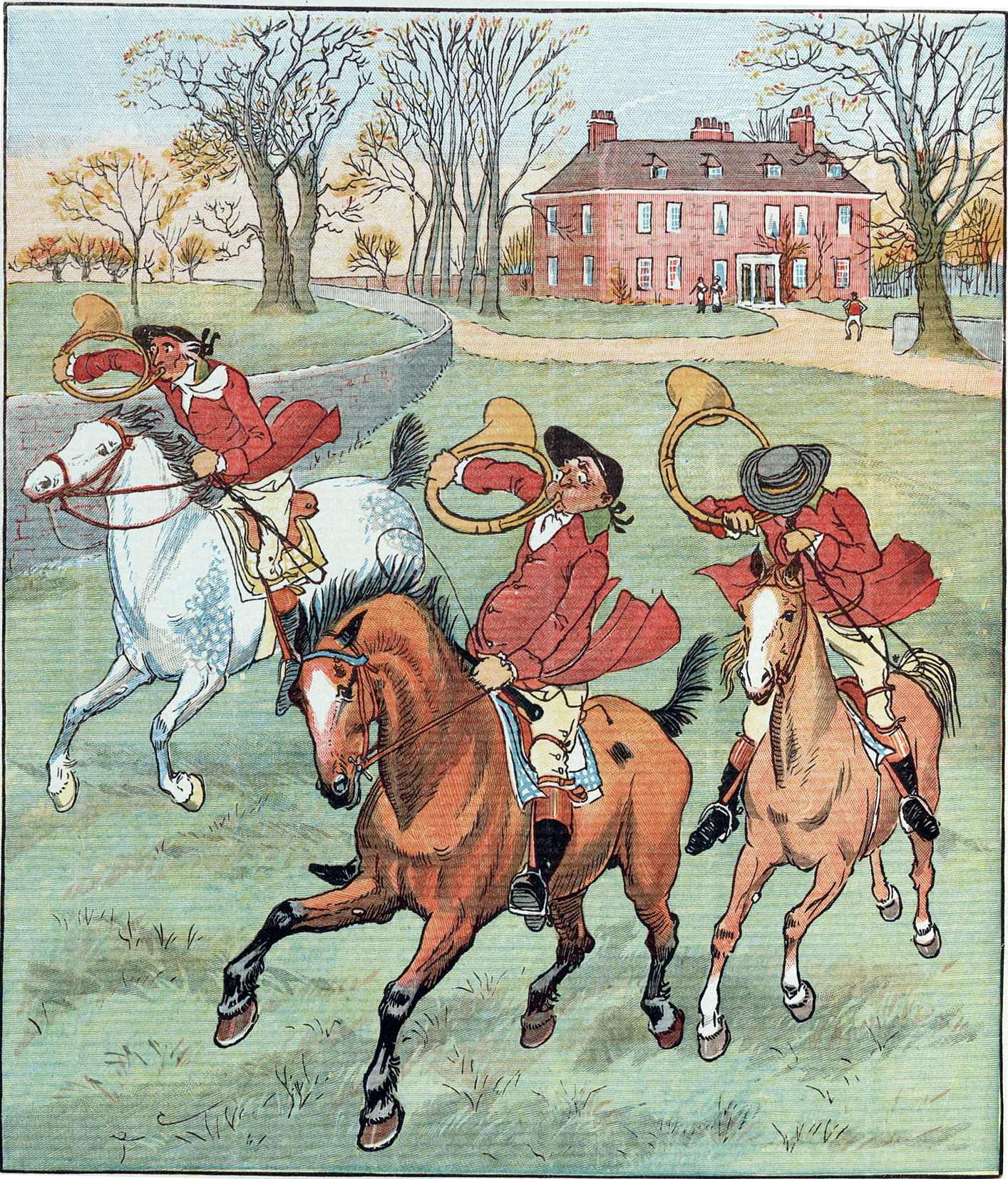
سه شکارچی عیاش

سه شکارچی عیاش (انگلیسی: The Three Jovial Huntsmen) که در سال ۱۸۸۰ میلادی چاپ گردید، یک کتاب مصور انگلیسی بسیار محبوب است که مصور سازی آن را راندولف کالدکوت انجام داده، حکاکی و چاپ اثر نیز از کارهای ادموند ایوانز است و توسط انتشارات جورج روتلج و وارن در لندن به چاپ رسید، عمدهٔ محبوبیت این اثر به دلیل چاپ تمام رنگی و براق آن به شیوهٔ تکنیک ابداعی ایوانز مشهور به کروموزیلوگرافی بود، این کتاب که برای گروه سنی کودک و نوجوان است بر اساس یک ترانهٔ مشهور به نام سه شکارچی است که گاهی با نام سه پرچم دزدان شکارچی نیز مشهور است، در زمان چاپ و انتشار بالغ بر ده‌ها هزار نسخه از آن به فروش رسید، کتاب با نام سه چابک‌سوار مضحک در زُمرهٔ بهترین کارهای کالدکوت قرار دارد که طراحی آن به عنوان نشان و آرم مجلهٔ کتاب شاخ انتخاب گردید، در سال ۱۹۱۴، چهار عکس رنگی از تصاویر کتاب که شاهکار کالدکوت بود در کتابی از فردریک وارن و شرکا به شکل کارت پستال چاپ گردید.

## نگارخانه

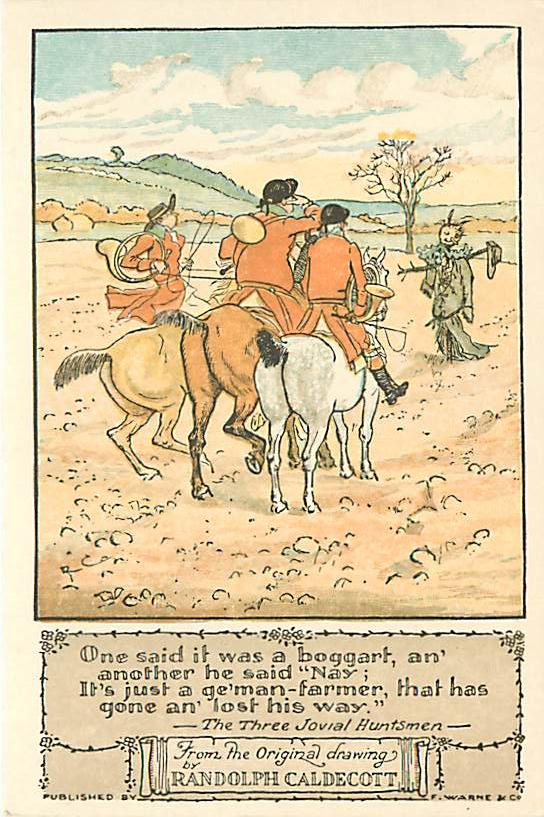
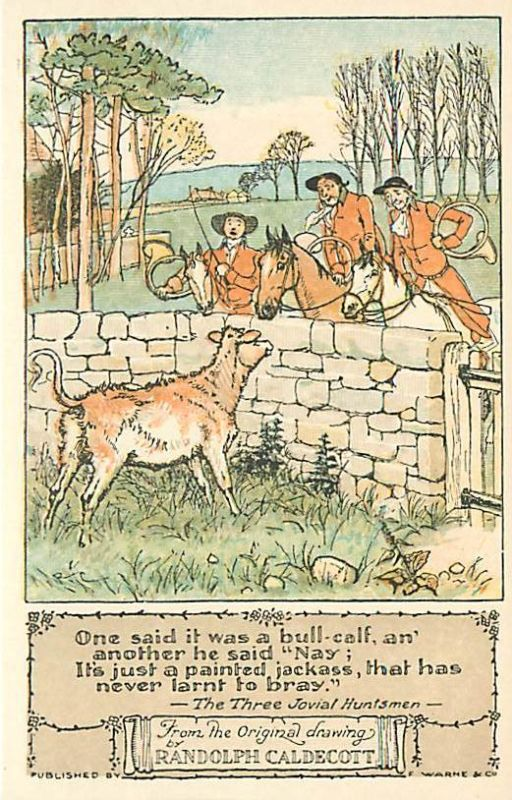
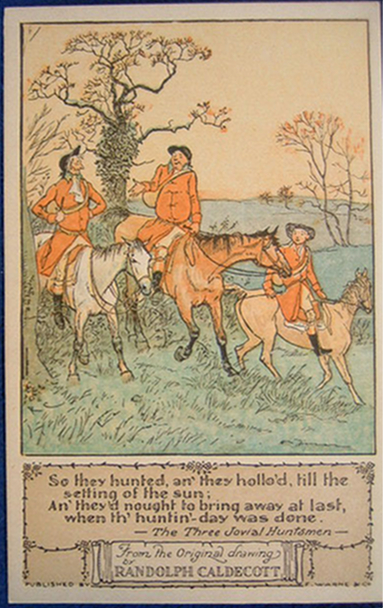